# John Demjanjuk
John Demjanjuk, alias di Ivan Demjanjuk (in ucraino Іван Миколайович Дем'янюк; Dubowi Macharynzi, 3 aprile 1920 – Bad Feilnbach, 17 marzo 2012), è stato un militare e criminale di guerra ucraino naturalizzato statunitense.
Arruolatosi come ausiliario nelle SS, prestò servizio come Trawnikimänner e guardia del campo nei campi di sterminio di Sobibor, Majdanek e Flossenbürg. Demjanjuk fu al centro dell'attenzione negli anni '80: fu accusato di aver commesso crimini di guerra durante la seconda guerra mondiale, poi processato e condannato in Israele dopo essere stato identificato come Ivan il Terribile, una guardia notoriamente crudele del campo di sterminio di Treblinka. Nel 1993 il verdetto fu ribaltato. Poco prima della sua morte, fu processato e condannato in Germania come complice di 28 060 omicidi a Sobibor.

## Biografia
Demjanjuk nacque a Dubovi Makharyntsi, un villaggio agricolo nell'Ucraina sovietica. Crebbe nel periodo della carestia di Holodomor, e in seguito lavorò come autista di trattori in una fattoria sovietica.
Nel 1940 fu arruolato nell'Armata Rossa, fu catturato dai tedeschi nella primavera del 1942 in Crimea orientale, durante l'Operazione Barbarossa, e tenuto nel campo per prigionieri di guerra sovietici di Chełm. Secondo i documenti tedeschi, Demjanjuk molto probabilmente arrivò al campo di concentramento di Trawniki il 13 giugno 1942, dove fu addestrato come guardia del campo entrando a far parte delle "Hilfstruppen der SS" ovvero le truppe ausiliarie delle SS. Fu trasferito nel campo di concentramento di Majdanek dove fu disciplinato il 18 gennaio 1943. Fu rimandato a Trawniki e il 26 marzo 1943 fu assegnato al campo di concentramento di Sobibor. Il 1º ottobre 1943 fu trasferito a Flossenbürg dove prestò servizio almeno fino al 10 dicembre 1944. Demjanjuk avrebbe poi affermato di essere stato arruolato nell'esercito russo di liberazione nel 1944: da un'indagine condotta negli anni '90 dall'Office of Special Investigations (OSI) degli Stati Uniti si è scoperto che questa fu una versione falsa, allo stesso modo l'OSI non fu in grado di stabilire dove si trovasse Demjanjuk dal dicembre 1944 alla fine della guerra.
Dopo la fine della guerra, Demjanjuk trascorse del tempo in diversi campi profughi in Germania. Inizialmente, Demjanjuk sperò di emigrare in Argentina o Canada ma, ai sensi del Displaced Persons Act del 1948, fece domanda per trasferirsi negli Stati Uniti. Nella sua domanda affermò di aver lavorato come autista nella città di Sobibór, nella Polonia orientale. In seguito affermò che si trattò di una coincidenza e disse di aver scelto il nome "Sobibór" da un atlante di proprietà di un collega richiedente perché aveva una numerosa popolazione sovietica. Lo storico Hans-Jürgen Bömelburg notò che i criminali di guerra nazisti nel dopoguerra a volte cercarono di eludere l'accusa presentandosi come vittime piuttosto che come autori della persecuzione nazista.
Nel dopoguerra, trovò lavoro come autista in un campo profughi nella città bavarese di Landshut e fu successivamente trasferito nei campi nelle altre città della Germania meridionale, per stabilirsi a Feldafing vicino a Monaco nel maggio 1951: qui incontrò Vera Kowlowa, anche lei profuga, e si sposarono. Demjanjuk, sua moglie e sua figlia arrivarono a New York a bordo della USS General W. G. Haan il 9 febbraio 1952. Si trasferirono in Indiana, e in seguito si stabilirono nel sobborgo di Seven Hills a Cleveland dove trovò lavoro come meccanico di motori diesel della United Automobile Workers presso la vicina fabbrica di automobili Ford, dove un amico di Ratisbona aveva già trovato lavoro. Sua moglie trovò lavoro presso una struttura della General Electric, e i due ebbero altri due figli. Il 14 novembre 1958 divenne cittadino naturalizzato degli Stati Uniti e cambiò legalmente il suo nome da Ivan a John.
Nell'agosto 1977 fu accusato di essere stato un Trawnikimänner: sulla base della testimonianza oculare dei sopravvissuti all'Olocausto, fu identificato come la famigerata guardia del campo di sterminio di Treblinka conosciuta come "Ivan il Terribile". Fu estradato in Israele nel 1986 per essere processato e nel 1988 fu condannato a morte pur sostenendo la sua innocenza, a suo dire si trattò di uno scambio di identità. Nel 1993 il verdetto fu ribaltato dalla Corte Suprema israeliana sulla base di nuove prove che posero dei ragionevoli dubbi sulla sua identità con "Ivan il Terribile". Sebbene i giudici convennero che esistessero prove sufficienti per dimostrare che Demjanjuk avesse prestato servizio a Sobibor, la Corte Suprema israeliana rifiutò di perseguirlo. Nel settembre 1993 Demjanjuk fu autorizzato a tornare in Ohio. Nel 1999, i pubblici ministeri statunitensi cercarono nuovamente di espellere Demjanjuk per essere stato una guardia di un campo di concentramento e la sua cittadinanza fu revocata nel 2002. Nel 2009, la Germania chiese la sua estradizione per oltre 27 900 capi di imputazione, uno per ogni persona uccisa a Sobibór durante il periodo in cui si presume avesse prestato servizio come guardia. Nello stesso anno fu estradato in Germania. Il 12 maggio 2011 fu condannato a cinque anni di reclusione.
Secondo lo studioso di diritto Lawrence Douglas, nonostante i gravi passi falsi commessi, il verdetto tedesco portò il caso "a una conclusione degna e giusta". Dopo la condanna, Demjanjuk fu rilasciato in attesa di appello, visse in una casa di cura tedesca a Bad Feilnbach, dove morì il 17 marzo 2012. Morì prima che potesse essere emessa una sentenza definitiva sul suo appello, secondo la legge tedesca, Demjanjuk rimane tecnicamente innocente. Nel gennaio 2020 fu reso pubblico un album fotografico di Johann Niemann, anche lui guardia di Sobibor; alcuni storici ipotizzarono che una guardia che appare in due foto potesse essere Demjanjuk.

## Processi del dopoguerra
Nel 1983 il governo israeliano chiese che Demjanjuk fosse estradato nel loro paese per essere sottoposto a un giudizio, come previsto dalla legge di castigo di nazisti e collaboratori del 1950. L'estradizione in Israele fu concessa il 28 febbraio 1986 e quindi fu sottoposto a giudizio il 26 novembre dello stesso anno.
Il 18 aprile 1988 viene dichiarato colpevole di tutti i reati dei quali era accusato, e una settimana dopo venne condannato a morte. Il verdetto venne tuttavia revocato il 29 luglio 1993 da cinque giudici della Corte Suprema israeliana, sulla base di dichiarazioni rilasciate da ex-guardie di Treblinka ai sovietici durante i processi penali contro i cittadini ucraini che avevano collaborato con i nazisti come forze ausiliari durante la guerra, secondo le quali il vero cognome di Ivan era Marchenko e non Demjanjuk. Nel 1993 venne dunque scarcerato e riportato negli Stati Uniti, dove gli venne riconcessa la cittadinanza.
Nel marzo 2009 è stata nuovamente concessa la sua estradizione dagli Stati Uniti alla Germania e il 14 aprile è stato arrestato. Una mozione presentata dal figlio alla corte d'appello è stata in seguito respinta, in quanto la corte non ha il diritto di rivedere le decisioni del dipartimento dell'immigrazione, che si era espresso contro la permanenza di Demjanjuk sul territorio statunitense.
La Germania chiese la sua estradizione per circa 27 900 capi di accusa per aver agito come complice in omicidio: uno per ogni persona uccisa a Sobibor durante il periodo in cui si presumeva avesse prestato servizio come guardia. Demjanjuk venne processato senza alcun collegamento con atti concreti di omicidio o crudeltà, ma piuttosto sulla base della teoria che, in quanto guardia a Sobibor, fosse di per sé colpevole di omicidio, una novità nel sistema giudiziario tedesco. Il 12 maggio 2011 è stato giudicato colpevole e condannato a cinque anni di carcere.
Dopo la condanna, il presidente del tribunale Ralph Alt ha ordinato il rilascio di Demjanjuk in attesa del suo appello, in quanto non sembrava rappresentare rischi di fuga. Questa è stata la prima volta che qualcuno è stato condannato esclusivamente per aver prestato servizio come guardia del campo, senza alcuna prova di essere coinvolto nella morte di un detenuto specifico. Demjanjuk ha vissuto così in una casa di cura tedesca a Bad Feilnbach, dove è morto il 17 marzo 2012. Essendo morto prima che potesse essere emessa una sentenza definitiva sul suo appello, secondo la legge tedesca Demjanjuk rimane tecnicamente innocente.

## Nella cultura di massa
Sul processo contro Demjanjuk è incentrata la serie documentaristica Il boia insospettabile, rilasciata da Netflix il 4 novembre 2019.